# Zuid-Korea op de Olympische Zomerspelen 1992
Zuid-Korea nam als Korea deel aan de Olympische Zomerspelen van 1992 in Barcelona. Korea nam met een equipe van 226 deelnemers (154 mannen en 72 vrouwen) deel aan 134 evenementen in 24 sporten. 

## Medaillewinnaars

### Goud
- Cho Youn-jeong — Boogschieten, Individuele Competitie Dames
- Cho Youn-jeong, Kim Soo-nyung en Lee Eun-kyung — Boogschieten, damesteamcompetitie
- Hwang Young-cho — Atletiek, Marathon voor heren
- Kim Moon-soo, Park Joo-bong — Badminton, Herendubbel
- Hwang Hye-young, Chung So-young — Badminton, Damesdubbel
- Nam Eun-young, Lee Ho -young, Kim Hwa-sook, Moon Hyang-ja, Min Hye-sook, Cha Jae-kyung, Hong Jeong-ho, Park Jeong-lim, Park Kap-sook, Lee Mi-young, Lim O-kyeong, Jang Ri-ra, Oh Sung-ok, Han Hyun-sook en Han Sun-hee — Handbal, damesteamcompetitie
- Kim Mi-jung — Judo, Dames -72 kg
- Lee Eun-chul — Schieten, 50m geweer voor mannen
- Yeo Kab-soon — Schieten, 10m luchtbuks voor dames
- Jeon Byung-kwan — Gewichtheffen, Heren -56 kg
- Park Jang-binnenkort — Worstelen, Vrije slag Heren -74 kg
- Een Han-bong — Worstelen, Grieks-Romeins heren -57 kg

### Zilver
- Chung Jae-hun — Boogschieten, individuele competitie heren
- Kim Soo-nyung — Boogschieten, Individuele competitie dames
- Bang Soo-hyun — Badminton, dames enkelspelcompetitie
- Yoon Hyun — Judo, Heren -60 kg
- Kim Jong-shin — Worstelen, Vrije slag Heren -48 kg

- Yoo Ok-ryul — Artistieke gymnastiek, sprong voor heren
- Gil Young-ah, Shim Eun-jung — Badminton, Dubbelspel Dames
- Hong Sung-sik — Boksen, Heren -60 kg
- Lee Seung-bae — Boksen, Heren -75 kg
- Chung Hoon — Judo, Heren -71 kg
- Kim Byung-joo — Judo, Heren -78 kg
- Kim Taek-soo — Tafeltennis, enkelspel mannen
- Hyun Jung-hwa — Tafeltennis, enkelspel dames
- Kang Hee-chan, Lee Chul-seung — Tafeltennis, Dubbelspel Heren
- Kim Taek-soo, Yoo Nam-kyu — Tafeltennis, Dubbelspel Heren
- Hyun Jung-hwa, Hong Cha-ok — Tafeltennis, Dubbelspel Dames
- Min Kyung-gab — Worstelen, Grieks-Romeins heren -52 kg

## Atletiek
Marathon voor heren
- Hwang Young-cho 2:13.23 (→ gouden medaille )
- Kim Jae-ryong 2:15.01 (→ 10e plaats)
- Kim Wan-ki — 2:18.32 (→ 28e plaats)

Speerwerpen voor heren
- Kim Ki-hoon
  - Kwalificatie — 72,68 m (→ ging niet verder)

Marathon voor vrouwen
- Lee Mi-ok — 2:54.21 (→ 25e plaats)

## Boksen
Licht vlieggewicht heren ( – 48 kg)
- Cho Dong-bum
  - Eerste ronde – Verslagen Luigi Castiglione (ITA), 8:2
  - Tweede ronde – Verloren van Pál Lakatos (HUN), 15:20'

## Boogschieten
Korea's vierde deelname in Olympisch boogschieten leverde hen enkele gouden en zilveren medailles op. De vrouwen bleven het veld domineren, maar niet meer zo sterk als vier jaar eerder in eigen land.  Het enkelspel leverde een gecombineerde 16-5 op, de teams een 5-1.
Individuele competitie dames :
- Cho Youn-jeong — Finale (→ gouden medaille ), 5-0
- Kim Soo-nyung — Finale (→ zilveren medaille ), 4-1
- Lee Eun-kyung — Ronde van 16 (→ 14e plaats), 1-1

Individuele competitie heren :
- Chung Jae-hun — Finale (→ zilveren medaille), 4-1
- Han Seung-hoon — Ronde van 16 (→ 15e plaats), 1-1
- Lim Hee-sik — Ronde van 32 (→ 20e plaats), 1-1

Damesteamcompetitie :
- Cho, Kim en Lee — Finale (→ gouden medaille ), 4-0

Teamcompetitie heren :
- Chung, Han en Lim — Kwartfinale (→ 5e plaats), 1-1

## Handbal

### Teamcompetitie heren
- Voorronde (Groep A)
  - Zuid-Korea – Hongarije 22-18
  - Zuid-Korea – Zweden 18-26
  - Zuid-Korea – Tsjechoslowakije 20-19
  - Zuid-Korea – IJsland 24-26
  - Zuid-Korea – Brazilië 30-26

- Classificatieovereenkomst
  - 5e/6e plaats : Zuid-Korea – Spanje 21-36 (→ Zesde plaats )

- Teamrooster
  - Terug Sang-suh
  - Cho Burn-yun
  - Cho Chi-hyo
  - Cho Young-shin
  - Choi Suk-jae
  - Jung Kang-wook
  - Kang Jae-won
  - Lee Ki-ho
  - Lee Kyu-chang
  - Lee Min-woo
  - Lee Sun-binnenkort
  - Lim Jin-suk
  - Moon Byung-wook
  - Park Do-hun
  - Shim Jae-hong
  - Yoon Kyung-shin

- Hoofdcoach : Lee Kvu-jung

### Damesteamcompetitie
- Voorronde (Groep B)
  - Zuid-Korea – Noorwegen 27-16
  - Zuid-Korea – Oostenrijk 27-27
  - Zuid-Korea – Spanje 28-18

- Halve Finale
  - Zuid-Korea – Duitsland 26-25

- Wedstrijd om gouden medaille
  - Zuid-Korea – Noorwegen 28-21 (→ gouden medaille )

- Teamrooster
  - Nam Eun-young
  - Lee Ho-youn
  - Kim Hwa-sook
  - Maan Hyang-ja
  - Min Hye-sook
  - Cha Jae-kyung
  - Hong Jeong-ho
  - Park Jeong-lim
  - Park Kap-sook
  - Lee Mi-jong
  - Lim O-kyeong
  - Jang Ri-ra
  - Oh Sung-ok

- Hoofdcoach : Chung Hyung-kyun

## Moderne vijfkamp
Drie mannelijke pentatleten vertegenwoordigden Zuid-Korea in 1992.
Individueel
- Lee Yeong-chan
- Kim Myeong-geon
- Kim Inho

Team
Lee Yeong-chan
- Kim Myeong-geon
- Kim Inho

## Schermen
15 schermers, 10 mannen en 5 vrouwen vertegenwoordigden Zuid-Korea in 1992.
Floret heren individueel
- Yu Bong-hyeong
- Kim Yeong-ho
- Kim Seung-pyo

Floret heren team
- Kim Yeong-ho, Kim Seung-pyo, Lee Ho-seong, Lee Seung-yong, Yu Bong-hyeong

Floret dames individueel
- Lee Jeong-sook
- Shin Seong-ja
- Kim Jin-zon

Floret dames team
- Lee Jeong-sook, Shin Seong-ja, Kim Jin-sun, Jang Mi-gyeong, Jeon Mi-gyeong

Degen heren individueel
- Lee Sang-gi
- Jang Tae-seok
- Kim Jeong-gwan

Degen heren team
- Lee Sang-gi, Jang Tae-seok, Kim Jeong-gwan, Gu Gyo-dong, Lee Sang-yeop

## Schieten
Twaalf Zuid-Koreaanse schutters (zeven mannen en vijf vrouwen) kwalificeerden zich voor de volgende evenementen:
Mannen
| Atleet         | Evenement              | Kwalificatie | Kwalificatie | Laatste   | Laatste   |
| Atleet         | Evenement              | Punten       | Rang         | Punten    | Rang      |
| -------------- | ---------------------- | ------------ | ------------ | --------- | --------- |
| Lee Eun-Chul   | 50 m geweer            | 597          | 8 Q          | 702.5 OF  | 1         |
| Lee Eun-Chul   | 50 m geweer            | 1162         | 11           | niet door | niet door |
| Ji Jong-koo    | 10 m luchtgeweer       | 586          | 21           | niet door | niet door |
| Park Jong-shin | 50 m pistool           | 547          | 33           | niet door | niet door |
| Park Jong-shin | 10 m luchtpistool      | 571          | 33           | niet door | niet door |
| Chae Keun-bae  | 10 m luchtgeweer       | 590          | 4 Q          | 687.8     | 8         |
| Kim Seon-il    | 50 m pistool           | 558          | 11           | niet door | niet door |
| Kim Seon-il    | 10 m luchtpistool      | 581          | 9            | niet door | niet door |
| Cha Young-chul | 50 m geweer            | 594          | 18           | niet door | niet door |
| Cha Young-chul | 50 m geweer 3 posities | 1158         | 17           | niet door | niet door |

Dames
| Atleet        | Evenement              | Kwalificatie | Kwalificatie | Laatste   | Laatste   |
| Atleet        | Evenement              | Punten       | Rang         | Punten    | Rang      |
| ------------- | ---------------------- | ------------ | ------------ | --------- | --------- |
| Lee Eun-ju    | 10 m luchtgeweer       | 392          | 8 Q          | 492.6     | 6         |
| Bang Hyun-joo | 10 m luchtpistool      | 377          | 15           | niet door | niet door |
| Bang Hyun-joo | 25 m pistool           | 570          | 29           | niet door | niet door |
| Yeo Kab-soon  | 10 m luchtgeweer       | 396 OF       | 2 Q          | 498,2 OF  | 1         |
| Kang Myung-a. | 50 m geweer 3 posities | 571          | 24           | niet door | niet door |
| Lee Sun-bock  | 10 m luchtpistool      | 377          | 15           | niet door | niet door |

Open
| Atleet     | Evenement | Kwalificatie | Kwalificatie | Laatste   | Laatste   |
| Atleet     | Evenement | Punten       | Rang         | Punten    | Rang      |
| ---------- | --------- | ------------ | ------------ | --------- | --------- |
| Kim Kun-il | Val       | 135          | 46           | niet door | niet door |

## Voetbal
Korea werd vertegenwoordigd door de volgende ploeg in Barcelona: (1) Kim Bong-soo, (2) Na Seung-hwa, (3) Lee Moon-seok, (4) Han Jung-kook, (5) Kang Chul, (6 ) Shin Tae-yong, (7) Kim Gwi-hwa, (8) Noh Jung-yoon, (9) Gwak Kyung-keun, (10) Chung Jae-kwon, (11) Seo Jung-won, (12) Cho Jung-hyun, (13) Kim Do-keun, (14) Jung Kwang-seok, (15) Lee Seung-hyup, (16) Cho Jin-ho, (17) Lee Lim-saeng, (18) Lee Jin- hang, (19) Shin Bum-chul, en (20) Lee Woon-jae. Trainer: Kim Sam-rak. 

## Wielersport
Vier mannelijke wielrenners vertegenwoordigden Zuid-Korea in 1992.
Ploegenachtervolging heren
- Ji Seung-hwan
- Kim Yong-gyu
- Park min-zo
- Won Chang-Yong

Puntenkoers heren
- Park min-zo

## Zwemmen
Albanië · Algerije · Amerikaanse Maagdeneilanden · Amerikaans-Samoa · Andorra · Angola · Antigua en Barbuda · Argentinië · Aruba · Australië · Bahama's · Bahrein · Bangladesh · Barbados · België · Belize · Benin · Bermuda · Bhutan · Bolivia · Bosnië en Herzegovina · Botswana · Brazilië · Britse Maagdeneilanden · Bulgarije · Burkina Faso · Canada · Centraal-Afrikaanse Republiek · Chili · China · Chinees Taipei · Colombia · Congo-Brazzaville · Cookeilanden · Costa Rica · Cuba · Cyprus · Denemarken · Djibouti · Dominicaanse Republiek · Duitsland · Ecuador · Egypte · El Salvador · Equatoriaal-Guinea · Estland · Ethiopië · Fiji · Filipijnen · Finland · Frankrijk · Gabon · Gambia · Gezamenlijk team · Ghana · Grenada · Griekenland · Groot-Brittannië · Guam · Guatemala · Guinee · Guyana · Haïti · Honduras · Hongarije · Hongkong · Ierland · IJsland · India · Indonesië · Irak · Iran · Israël · Italië · Ivoorkust · Jamaica · Japan · Jemen · Jordanië · Kaaimaneilanden · Kameroen · Kenia · Koeweit · Kroatië · Laos · Lesotho · Letland · Libanon · Libië · Liechtenstein · Litouwen · Luxemburg · Madagaskar · Malawi · Malediven · Maleisië · Mali · Malta · Marokko · Mauritanië · Mauritius · Mexico · Monaco · Mongolië · Mozambique · Myanmar · Namibië · Nederland · Nederlandse Antillen · Nepal · Nicaragua · Nieuw-Zeeland · Niger · Nigeria · Noord-Korea · Noorwegen · Oeganda · Oman · Oostenrijk · Pakistan · Panama · Papoea-Nieuw-Guinea · Paraguay · Peru · Polen · Portugal · Puerto Rico · Qatar · Roemenië · Rwanda · Saint Vincent‑Grenadines · Salomonseilanden · Samoa · San Marino · Saoedi-Arabië · Senegal · Seychellen · Sierra Leone · Singapore · Slovenië · Soedan · Spanje · Sri Lanka · Suriname · Swaziland · Syrië · Tanzania · Thailand · Togo · Tonga · Trinidad en Tobago · Tsjaad · Tsjecho-Slowakije · Tunesië · Turkije · Uruguay · Vanuatu · Venezuela · Verenigde Arabische Emiraten · Verenigde Staten · Vietnam · Zaïre · Zambia · Zimbabwe · Zuid-Afrika · Zuid-Korea · Zweden · Zwitserland · Onafhankelijke olympische deelnemers